# 阮镜清
阮镜清（1905年—1993年），男，汉族，广东香山人，中国教育心理学家，毕业于中山大学，后留学日本帝国大学。曾任华南师范大学教授、博士生导师。著作有《学习心理学》、《性格类型学概观》。